# Шарль Монтань
Шарль Монтань (фр. Charles Montagne, 17 березня 1889, Рубе — 22 травня 1940, Брюе-сюр-л'Еско) — французький футболіст, що грав на позиції півзахисника за «Олімпік» (Лілль) та національну збірну Франції.

## Клубна кар'єра
На клубному рівні грав протягом 1912–1920 років за команду «Олімпік» (Лілль). 

## Виступи за збірну
1913 року дебютував в офіційних матчах у складі національної збірної Франції, відзначивши свій дебют голом у ворота команди Швейцарії. Того ж року ще одного разу виходив на поле у формі французької збірної, а свою третю і останню гру у її складі провів лише 1920 року.
Помер 22 травня 1940 року на 52-му році життя у місті Брюе-сюр-л'Еско.
| Дата      | Місто            | Господарі | Результат | Гості      | Турнір           | Голи | Примітки |
| --------- | ---------------- | --------- | --------- | ---------- | ---------------- | ---- | -------- |
| 9-3-1913  | Женева           | Швейцарія | 1 – 4     | Франція    | товариський матч | 1    |          |
| 20-4-1913 | Сент-Уан-сюр-Сен | Франція   | 8 – 0     | Люксембург | товариський матч | -    |          |
| 28-3-1920 | Париж            | Франція   | 2 – 1     | Бельгія    | товариський матч | -    |          |
| Усього    |                  | Матчів    | 3         |            | Голів            | 1    |          |